# Michael Grecco

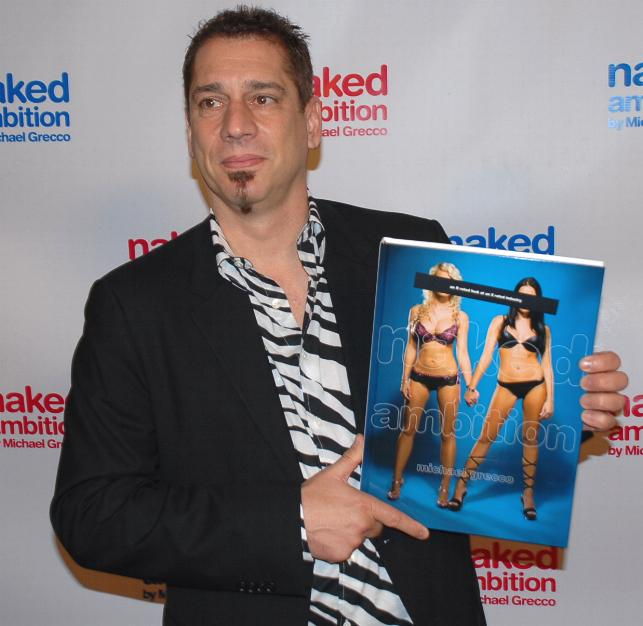
Michael Grecco s knihou Naked Ambition

Michael Grecco (20. května 1968, Los Angeles) je americký fotograf celebrit.

## Životopis
Během studia filmu a fotografie na Bostonské univerzitě začal pracovat na volné noze pro agenturu AP jako fotoreportér. Během toho času také začal svou kariéru jako fotograf pro různé časopisy, včetně mezinárodních Time a Newsweek. Jako fotograf pro denní metropolitní noviny Boston Herald, získal řadu ocenění, především za fotoreportáž hurikánu Gloria v roce 1985.
Jako pravidelný přispěvatel do magazínu People postupně přešel od fotožurnalistiky na dokumentace akcí zaměřených na celebrity, včetně Zlatých glóbů, Ceny Emmy nebo Oscary. Tak postupně zahájil svou kariéru jako portrétní fotograf celebrit.
Od roku 1992 se pravidelně Grecco fotografoval titulní stránky časopisů pro Time,, Wired, Entertainment Weekly, ESPN, People, Newsweek, Esquire, Vanity Fair, Forbes a Rolling Stone. Jako zaměstnaný fotograf pro Boston Herald, získal několik ocenění Boston Press Photographers. Mezi fotografovanými celebritami byli například: Martin Scorsese, Hugh Hefner, Robert Duvall, Lucy Liu, Will Ferrell, Mel Brooks, Christina Applegate, Ben Stiller, Owen Wilson, Penélope Cruzová, Jet Li, Bill Murray, Joaquin Phoenix nebo Rene Russo. Jeho práce získaly pozornost pro své intimní kvality a schopnosti zachytit emoce.

## Knihy
- The Art of Portrait Photography, Creative Lighting Techniques and Strategies, 126 stran. Amherst Media (2000). ISBN 0936262850
- Lighting and the Dramatic Portrait, the Art of Celebrity and Editorial Photography, 192 stran. Amphoto (2006). ISBN 0817442278
- Naked Ambition: An R Rated Look at an X Rated Industry, 224 stran. Rock Out Books (2007). ISBN 0979331404